# 刑偵日記
《刑偵日記》（英語：Murder Diary），是香港電視廣播有限公司及優酷訊息技術（北京）有限公司聯合拍攝製作的中港两地合拍剧時裝驚慄電視劇，由惠英紅、王浩信、姜皓文、袁偉豪、黃智雯及王敏奕領銜主演，並由黎諾懿、戴祖儀、陳煒、馬貫東、張達倫、游嘉欣、丘梓謙、連詩雅、菊梓喬及傅嘉莉聯合演出，編審朱鏡祺及劉小群，監製關樹明，出品人為戴瑋及杜之克。本劇由「尚乘數字媒體」呈獻。
此劇為2020年及2021年香港國際影視展推介劇集之一，以及2021無綫節目巡禮十四部劇集之一，亦是TVB New Wings Limited第三部推出的剧集。

## 播出時間
| 頻道               | 所在地               | 首播日期      | 播出時間／備註 |
| ------------------ | -------------------- | ------------- | --- |
| 優酷視頻           | 中国大陆             | 2021年6月15日 | VIP會員每週一至週五更新一集（首日更新四集） 非會員每週一至週四更新一集 6月25日八時起，VIP會員尊享超前點播 提供粵語、國語版本 |
| myTV Gold點播區    | 香港                 | 2021年6月15日 | 每週一至週四晚上八時更新一集 提供粵語、國語版本                                                                              |
| TVB Anywhere點播區 | TVB Anywhere服務地區 | 2021年6月15日 | 每週一至週四晚上八時更新一集 提供粵語、國語版本                                                                              |
| Astro GO           | 马来西亚 ·           | 2021年6月15日 | 每週一至週四晚上八時更新一集 提供粵語、國語版本                                                                              |
| 翡翠台             | 香港／ 澳門          | 2021年6月28日 | 6月28日至7月16日 星期一至五 21:30－22:30 7月19日至8月2日 星期一至五 22:15－23:15 7月23日（週五）暫停播映                     |
| 翡翠台             | TVB Anywhere服務地區 | 2021年6月28日 | 6月28日至7月16日 星期一至五 21:30－22:30 7月19日至8月2日 星期一至五 22:15－23:15 7月23日（週五）暫停播映                     |
| Astro AOD          | 马来西亚             | 2021年6月28日 | 6月28日至7月16日 星期一至五 21:30－22:30 7月19日至8月2日 星期一至五 22:15－23:15 7月23日（週五）暫停播映                     |

## 演員表

### 香港警務處
| 演員   | 角色   | 暱稱／關係 |
| 何啟南 | 程孝輝 | 程Sir 警務處助理處長 翁思雅、陳笑安之上司 聶山之上司，與其不和 於第7集登場 於第22集接管特案組 |
| 區軒瑋 |        | 高級警司 程孝輝之下屬 於第7集登場 |
| 李思雅 | 翁思雅 | 西九龍總區警司 程孝輝之下屬 於第8集登場 |
| 韋家雄 | 陳笑安 | 陳Sir 警察公共關係科警司 違抝症患者 程孝輝之下屬 江政勳之師父 與聶山不和，曾告發其患有躁鬱症 於兩年前在聶山提議成立特案組時曾與江政勳反對其 於第2集登場 於第17集決定以自己為餌，引《血謎圖》小說殺手上勾；於第21集被小說殺手綁架 於第23集被戴上頸環炸彈；於同集被聶山所救，於第24集其頸上的炸彈被游雁星拆除 參見《血謎圖》兇殺案 |

#### 西九龍總區重案組
| 演員   | 角色   | 暱稱／關係 |
| 姜皓文 | 聶 山  | 聶Sir、刑偵之父 警司 擅長逆向思考，用人不拘一格，贏得「刑偵之父」美譽 程孝輝之下屬，與其不和 與陳笑安不和，曾被其告發患有躁鬱症 江政勳、葉勁峰、姜耀坤、楊嘉琪、呂順添、汪子健之上司 於兩年前曾提議成立特案組，但遭陳笑安及江政勳反對 於第1集交代其在放長假 於第12集登場，並成為特案組負責人 參見特案組、幽靈斷腳案、《血謎圖》兇殺案       |
| 黎諾懿 | 江政勳 | 江Sir 總督察 聶山之下屬 陳笑安之徒弟 葉勁峰之上司兼聯絡員，並針對其 姜耀坤、楊嘉琪、呂順添、汪子健之上司 游雁星之男友，後分手，但仍對其念念不忘 於兩年前在聶山提議成立特案組時曾與陳笑安反對其 參見特案組、雙重炸彈案、《血謎圖》兇殺案 |
| 王浩信 | 葉勁峰 | 勁峰 臥底警員 警員編號PC38451 多重人格患者 聶山之下屬 江政勳之下屬，並被其針對 於第1集將寫有「全部炸藥」（實為「全部榨菜」）的紅白藍袋放在商場顯眼處以製造恐慌，從而阻止尹彪交易 於第2集因被懷疑為雙重炸彈案疑犯而被拘捕，於第5集復職 於第22集因Matt被懷疑為《血謎圖》小說殺手而被捕 參見特案組、雙重炸彈案、血字連環兇案、《血謎圖》兇殺案 |
| 馬貫東 | 姜耀坤 | 阿坤 警員 聶山、江政勳之下屬 參見特案組、雙重炸彈案 |
| 游嘉欣 | 楊嘉琪 | 阿琪 警員 聶山、江政勳之下屬 參見特案組 |
| 丘梓謙 | 呂順添 | 阿添 警員 聶山、江政勳之下屬 參見特案組 |
| 鄔家駿 | 汪子健 | 警員 聶山、江政勳之下屬 |
| 周嘉全 |        | 軍裝警員 |
| 李顯曜 |        | 軍裝警員 |
| 黃子桐 |        | 軍裝警員 |
| 黃浩霆 |        | 軍裝警員 |
| 鄧美欣 |        | 軍裝警員 |

#### 爆炸品處理課（EOD）
- 爆炸品處理課拆彈守則為「One Man Risk」，所有風險由「Number One」拆彈員承擔。

| 演員   | 角色   | 暱稱／關係 |
| 古天祥 | 羅炳俊 | 羅Sir EOD高級炸彈處理主任 游雁星、楊佑廷之上司 姜國柱之前上司 在游雁星患上創傷後遺症後讓其休假，於第22集安排其與心理學家會面，後同意其復職；於同集將頸環炸彈的設計圖傳送給特案組，以協助調查《血謎圖》案 |
| 黃智雯 | 游雁星 | Madam 星、雁星、拆彈警花、丁字褲（葉勁峰專稱） EOD炸彈處理主任兼「Number One」拆彈員／高級督察 為EOD成立近五十年以來首名投考及唯一的現職女性拆彈員，有「拆彈警花」之稱，亦是唯一一名通過頸環炸彈考核的EOD成員 決斷力強，解難能力高 羅炳俊之下屬 楊佑廷之好拍檔，因目睹其被炸死而留下心理陰影 江政勳之女友，後分手，但對方仍對其念念不忘 於第1集到商場處理「榨菜詐彈」事件，並因邀請朱璣分析「全部榨菜」字條筆跡而與其結緣；於同集與方菀芊進行視像通話，從而得知在商場放置「榨菜詐彈」的疑犯因右肩曾骨折而走路姿勢輕微向左傾 於第18集發現其患上創傷後遺症，並需因此休假 於第22集在發現《血謎圖》案中會出現頸環炸彈後與羅炳俊會面，最後成功說服對方同意自己復職，並承諾會尋求心理學家協助及克服創傷後遺症 參見特案組、雙重炸彈案、《血謎圖》兇殺案 |
| 黃嘉樂 | 楊佑廷 | 阿廷 EOD炸彈處理主任兼「Number Two」拆彈員 羅炳俊之下屬 游雁星之好拍檔 於第1集結尾因炸彈爆炸而殉職 參見雙重炸彈案 |
| 蕭百成 |        | EOD炸彈處理主任 羅炳俊之下屬 |
| 李嘉晉 |        | EOD炸彈處理主任 羅炳俊之下屬 |
| 董敬文 |        | EOD炸彈處理主任 羅炳俊之下屬 |
| 陳鋭峰 |        | EOD炸彈處理主任 羅炳俊之下屬 |

#### 特案組
- 於第4集成立。

| 演員              | 角色 | 暱稱／關係 |
| 姜皓文            | 聶 山 | 聶Sir、刑偵之父 重案組警司／特案組負責人 用人唯才 江政勳之上司，與其亦敵亦友 葉勁峰、姜耀坤、楊嘉琪、呂順添之上司 游雁星之師父兼前上司 在方菀芊父母去世後曾照顧及幫助其，並被其視為親人 於第12集登場，並成為特案組負責人 於第14集因發現葉勁峰患有多重人格而認識朱璣，但表示自己用人唯才，不會開除其 於第14集前往馬來西亞調查幽靈斷腳案 於第15集回港與韋睿傑見面，並與第16集成功說服其認罪及擔任特案組顧問，以協助調查《血謎圖》案 於第17集再度前往馬來西亞，在得知妻子已去世後決定每天在墓前陪伴其，並暫時退出查案 於第19集回港調查《血謎圖》案 於第20集因躁鬱症復發而被停職 於第21集在復職後重新調查《血謎圖》案 於第22集程孝輝接管特案組，其被要求回馬來西亞調查幽靈斷腳案 參見西九龍總區重案組、幽靈斷腳案、《血謎圖》兇殺案 |
| 黎諾懿            | 江政勳 | 江Sir 重案組總督察／特案組負責人 喜歡弄權，為達到目的會不擇手段 聶山之下屬，與其亦敵亦友 葉勁峰之上司，並針對其 姜耀坤、楊嘉琪、呂順添之上司 游雁星之男友，於第10集正式分手，但仍對其念念不忘 朱璣之情敵，並針對其 於第4集成立特案組 於第7集被游雁星發現自己入侵方菀芊的電腦後承認因被莫希欣要脅而入侵方菀芊的電腦，以銷毀有關焦屍的資料，並承認自己為莫希欣之情夫 於第10集欲挽回游雁星，但失敗 於第20集在聶山因躁鬱症復發而被停職後再度成為特案組負責人 於第24集協助游雁星替陳笑安拆除其頸上的炸彈 參見西九龍總區重案組、雙重炸彈案、《血謎圖》兇殺案 |
| 黃智雯            | 游雁星 | Madam 星、雁星 EOD炸彈處理主任／高級督察／特案組組員 表面硬朗，實為外剛內柔 聶山之徒弟兼前下屬 江政勳之女友，於第10集正式分手，但對方仍對其念念不忘 朱璣之初戀對象，並被其視為最明白他的人，與其有一段虐戀，每當遇上生死關頭時他都會出現 於第1集成功拆除莫希欣車上的鬆法炸彈，使葉勁峰獲救；於同集結尾目睹楊佑廷被炸死 於第2集得知葉勁峰為警方臥底 於第4集在方菀芊到港後讓其暫住在自己家，並與其成為朋友 於第4集意外親吻葉勁峰後發現朱璣的存在，從而得知葉勁峰患有雙重人格 於第5集從葉勁峰口中得知朱璣已消失，於同集獲葉轉述朱璣提醒她提防江政勳 於第6集裝病讓江政勳送其回家，藉此複製對方電話的資料 於第7集江政勳承認其為莫希欣之情夫，其因被莫希欣要脅而入侵方菀芊的電腦，以銷毀有關焦屍的資料 於第7集在無法集中精神拆彈時朱璣再度出現，並在對方的鼓勵及協助下成功拆彈 於第10集在江政勳欲挽回其時拒絕對方；於同集從葉勁峰口中得知朱璣已消失 於第12集成功為葉勁峰及方菀芊拆彈，在發現雙重炸彈後為二人爭取逃跑時間，在炸彈爆炸前將其扔到遠處，因而未能及時逃走，在爆炸後接受手術清除腦內瘀血後一直昏迷不醒 於第16集結尾在韋睿傑用腦區溝通法與其溝通時分析其可能因心理問題而封閉自己，所以一直昏迷不醒，但在聽到朱璣的聲音後開始有甦醒跡象，並於第17集結尾甦醒 於第18集發現其患上創傷後遺症，並需因此休假 於第21集出院 於第22集在發現《血謎圖》案中會出現頸環炸彈後與羅炳俊會面，最後成功說服對方同意自己復職，並承諾會尋求心理學家協助及克服創傷後遺症 於第23集在朱璣消失前與其道別；於同集替陳笑安拆除頸環炸彈期間再度憶起童年陰影，於第24集在江政勳的幫助下拆彈 於第25集在楊碧芯企圖跳樓自殺時成功喚出朱璣救回楊碧芯 參見爆炸品處理課、雙重炸彈案、《血謎圖》兇殺案 |
| 王浩信            | | |
| 葉勁峰 （主人格） | 勁峰 重案組警員／特案組組員 多重人格患者 聶山之下屬 江政勳之下屬，並被其針對 喜歡方菀芊，與其有感情線 於第14集到馬來西亞協助調查幽靈斷腳案 於第22集因Matt被懷疑為《血謎圖》案兇手而被捕 參見西九龍總區重案組、雙重炸彈案、血字連環兇案、《血謎圖》兇殺案                                                              | |
| 朱 璣 （次人格）  | 筆跡專家／犯罪心理學家／特案組專家顧問 對游雁星一見鍾情，視其為最明白自己的人，對其情深一片，與其有一段虐戀，每當其遇上生死關頭時都會出現 江政勳之情敵，並被其針對 於第14集被聶山發現自己的存在，但對方表示他用人唯才，不會開除其 於第17集到馬來西亞協助調查幽靈斷腳案 參見雙重炸彈案、血字連環兇案、《血謎圖》兇殺案 | |
| 袁偉豪            | 韋睿傑 | Dr. Wai 精神科醫生／犯罪心理學家／特案組專家顧問 於第2集登場 於第10集退出特案組，於第16集再度成為特案組顧問 參見血字連環兇案、《血謎圖》兇殺案 |
| 韓惇喬（童年）    | 方菀芊 | 菀芊、Dr. Fong 法醫人類學家／特案組專家顧問 為人節儉，心地善良 父母早逝後曾受聶山照顧及幫助，並視其為親人 對法醫昆蟲學甚有研究，有戀蟲癖 張曉蔓之師妹 與葉勁峰有感情線，曾不確定自己喜歡的是葉勁峰還是朱璣，於第17集因葉勁峰在內在世界消失後終確定自己喜歡的是葉勁峰 於第1集與游雁星進行視像通話，並發現在商場放置「榨菜詐彈」的疑犯走路姿勢輕微向左傾，因此判斷其右肩曾骨折 於第4集正式登場，在來港後暫住在游雁星的家，並與其成為朋友 於第6集在聽到葉勁峰與游雁星談及朱璣後心生懷疑，後得知葉勁峰患有雙重人格 於第12集到南太平洋島國進行人道工作，於第14集到馬來西亞協助調查幽靈斷腳案，於第16集回港化驗韋睿傑診所的骸骨，於第17集再度到馬來西亞協助調查幽靈斷腳案 於第21集回港；於同集與聶山追蹤Matt期間被蘇國城襲擊時大聲呼救，因葉勁峰出現而獲救 於第23集在葉勁峰消失前與其道別 參見雙重炸彈案、血字連環兇案 |
| 王敏奕            | 方菀芊 | 菀芊、Dr. Fong 法醫人類學家／特案組專家顧問 為人節儉，心地善良 父母早逝後曾受聶山照顧及幫助，並視其為親人 對法醫昆蟲學甚有研究，有戀蟲癖 張曉蔓之師妹 與葉勁峰有感情線，曾不確定自己喜歡的是葉勁峰還是朱璣，於第17集因葉勁峰在內在世界消失後終確定自己喜歡的是葉勁峰 於第1集與游雁星進行視像通話，並發現在商場放置「榨菜詐彈」的疑犯走路姿勢輕微向左傾，因此判斷其右肩曾骨折 於第4集正式登場，在來港後暫住在游雁星的家，並與其成為朋友 於第6集在聽到葉勁峰與游雁星談及朱璣後心生懷疑，後得知葉勁峰患有雙重人格 於第12集到南太平洋島國進行人道工作，於第14集到馬來西亞協助調查幽靈斷腳案，於第16集回港化驗韋睿傑診所的骸骨，於第17集再度到馬來西亞協助調查幽靈斷腳案 於第21集回港；於同集與聶山追蹤Matt期間被蘇國城襲擊時大聲呼救，因葉勁峰出現而獲救 於第23集在葉勁峰消失前與其道別 參見雙重炸彈案、血字連環兇案 |
| 連詩雅            | 張曉蔓 | Dr. Cheung 法醫人類學家／法醫昆蟲學家／特案組專家顧問 方菀芊之師姐 於第9集被方菀芊提及 於第14集正式登場，於同集起在馬來西亞協助調查幽靈斷腳案 參見幽靈斷腳案 |
| 馬貫東            | 姜耀坤 | 阿坤 重案組警員／特案組組員 聶山、江政勳之下屬 參見西九龍總區重案組、雙重炸彈案 |
| 游嘉欣            | 楊嘉琪 | 阿琪 重案組警員／特案組組員 聶山、江政勳之下屬 參見西九龍總區重案組 |
| 丘梓謙            | 呂順添 | 阿添 重案組警員／特案組組員 聶山、江政勳之下屬 參見西九龍總區重案組 |
| 何晉樂            | | 特案組組員 |
| 陳戩浩            | | 特案組組員 |
| 林浩文            | | 特案組組員 |
| 黃潤成            | | 特案組組員 |
| 梁雯蔚            | | 特案組組員 |
| 彭翔翎            | | 特案組組員 |
| 鄔嘉駿            | | 特案組組員 |
| 羅永健            | | 特案組組員 |
| 陳嘉維            | | 特案組組員 |
| 文竣瑋            | | 特案組組員 |
| 林慧君            | | 特案組組員 |
| 黎康祺            | | 特案組組員 |
| 黃凱琪            | | 特案組組員 |
| 施焯日            | | 特案組組員 |
| 樓嘉豪            | | 特案組組員 |

### 葉家
| 演員                 | 角色 | 暱稱／關係 |
| 不適用               | 葉孝全 | Michael 楊碧芯之夫 葉勁峰（實為Matt）、葉朗晴之父 於多年前有外遇後拋妻棄子 僅在楊碧芯及Matt的回憶中出現 |
| 惠英紅               | 楊碧芯 | 芯姐、葉太、媽咪（朱璣專稱）、媽子（Matt專稱） 精神病院助理 1965年出生 馬來西亞華僑 精神分裂患者，在病發時會出現幻覺、幻聽及妄想；一度因擔心藥物副作用而不願服藥 葉孝全之妻 葉勁峰（實為Matt）之母，在十七年前精神分裂病發時曾在湯水下老鼠藥，企圖毒死葉勁峰及葉朗晴，但被葉勁峰目睹，後離家出走並拋棄兩兄妹，因此被葉勁峰憎恨 因擔心自己再次精神分裂病發時會傷害子女而返回馬來西亞，在十七年間都不敢回港 葉朗晴之母，為照顧及保護其而成為精神病院助理，在其出院後辭職 在離家出走後曾回到馬來西亞檳城，並結識梁日思，在得知其患病後與其同住，以方便照顧其，因誤以為自己殺害梁日思而一度刻意對聶山隱瞞其行蹤 在得知葉勁峰患有多重人格後，能夠分辨三個人格；因朱璣有份協助家庭團聚及善解人意，對其喜愛有嘉，經常以湯水引其出現；因Matt經常搗亂而不喜歡其出現；後在與Matt相處時逐漸對其改觀，並將葉勁峰、朱璣及Matt都視為自己的兒子 在Matt童年時因其性格反叛而與其關係惡劣，並因其而經常看見幻象 與高敏及小柔相識，在出現幻覺時經常會看見二人 於第1集發現葉勁峰為自己立了龕位 於第2集起到精神病院工作，以照顧受驚失常的葉朗晴，但對方未能認出自己 於第4集在葉朗晴認出自己後與其母女相認 於第5集與葉勁峰和好 於第6集辭去精神病院的工作；於同集開始出現幻覺，後得知韋睿傑已發現自己患有精神分裂，並開始接受其治療，但對其不信任，後反目 於第9集再度出現幻覺，並以為自己掐死馬詠，實際上幾乎掐死自己，後被葉勁峰阻止，但因葉勁峰及朱璣不斷轉換人格而崩潰暈倒 於第10集接受潘文德醫生的治療，並開始寫日記，令病情逐漸好轉；於同集在韋睿傑面前揭穿對方刻意利用心理暗示，使其病情惡化 於第12集得知葉勁峰患有多重人格及認出Matt為童年的葉勁峰，並得知朱璣的存在及讓其稱呼自己為媽咪 於第15集被聶山懷疑與梁日思之失蹤有關，並與其見面 於第17集帶聶山到梁日思的墓碑拜祭其，並將其生前所寫的日記交給聶山 於第18集帶聶山到梁日思生前居住的房子 於第19集從韋睿傑口中得知Matt才是原人格，而葉勁峰及朱璣均為其解離出來的人格；於同集在將葉勁峰患有多重人格一事告訴葉朗晴，並教其分辨三個人格 於第19集起嘗試與Matt好好相處及了解其內心；於同集用湯水引朱璣出來，讓其與游雁星見面 於第21集開始再度出現幻覺 於第23集為引Matt出現而忍痛讓葉勁峰及朱璣消失，後告訴Matt自己十七年因精神分裂而企圖毒死其及葉朗晴後向其道歉，並與其和好 於第24集再度見到高敏、小柔、梁日思的幻象 於第25集再度出現幻覺，以為自己殺害馬詠、高敏及梁日思，並企圖跳樓自殺，後被Matt及葉勁峰阻止，最後被朱璣救回；於同集結尾韋睿傑將寫著「楊碧芯，我知你講大話」（楊碧芯，我知道你說謊）的紙條交給她 參見藍山醫院、血字連環兇案、梁日思失蹤案、《血謎圖》兇殺案 |
| 楊凱博（童年）       | 葉勁峰 （主人格） | 勁峰、大舊衰（Matt專稱） 重案組臥底警員／特案組組員 1989年出生 多重人格患者 葉孝全之子 楊碧芯之子，於十七年前被其拋棄，並因此憎恨其 葉朗晴之兄 十四歲時因楊碧芯下毒及離家後原人格Matt沉睡十七年而成為主人格，但不知道原人格Matt的存在 左撇子，透過將字寫在右手與次人格朱璣溝通，同時透過朱璣所寫的偵探小說與其溝通，並喜歡將小說情節改得天花亂墜 右肩曾骨折，因此走路姿勢輕微向左傾 身手了得，喜歡秀肌肉 性格衝動，內心重視親情 其內在世界為一片汪洋 韋睿傑之心理病人，後反目 喜歡方菀芊，與其有感情線 於第1集因摔壞葉朗晴的電話導致其遇襲時無法報警，因感到內疚及無法面對而暫時消失 於第2集在游雁星與朱璣打鬥時短暫出現，並為救她而被鐵架砸中頭部及昏迷住院；於第3集再度出現 於第5集與楊碧芯和好；於同集首次進入朱璣的內在世界與對方見面，並發現對方逐漸消失，後按照對方消失前的拜託將小說交給游雁星，並代對方提醒其提防江政勳 於第6集為尋找朱璣而假裝跳樓，後再度進入內心世界嘗試尋找朱璣但不果，卻意外進入Matt的內在世界（當時未得知Matt的存在） 於第9集從韋睿傑口中得知楊碧芯患有精神分裂 於第10集相信韋睿傑稱朱璣的出現是楊碧芯患上精神分裂的原因後要求朱璣消失 於第11集要求韋睿傑掐自己脖子，企圖引朱璣出來，卻意外導致原人格Matt出現 於第13集與朱璣達成共識，盡量保持意識清醒，以防止Matt出現 於第16集韋睿傑告诉其真正目睹楊碧芯在湯水下老鼠藥的是Matt，其童年記憶零碎模糊是因為Matt才是原人格，而自己喜歡鍛練身體及秀肌肉是因為其是Matt童年被欺凌時解離出來還擊的人格，後因無法接受而消失（韋睿傑为逃走而將此事告诉葉勁峰，以引Matt出现，讓後者協助自己逃走）；於第18集再度出現 於第18集結尾透過鏡子與朱璣及Matt溝通，並被Matt成功爭奪身體的控制權；於第21集再度出現 於第23集為引Matt出現而選擇消失，在消失前與楊碧芯及方菀芊道別，並讓方菀芊告知朱璣，自己從對方身上學懂作為人格，應盡力幫助主人格解決問題及承擔痛苦，並感謝對方一直以來幫助自己及稱呼對方為兄弟 於第25集在楊碧芯幾乎墮樓時再度出現及阻止其，並表示因自己及朱璣擔心Matt再次沉睡而沒有出現 參見西九龍總區重案組、特案組、雙重炸彈案、血字連環兇案、《血謎圖》兇殺案 |
| 王浩信               | 葉勁峰 （主人格） | 勁峰、大舊衰（Matt專稱） 重案組臥底警員／特案組組員 1989年出生 多重人格患者 葉孝全之子 楊碧芯之子，於十七年前被其拋棄，並因此憎恨其 葉朗晴之兄 十四歲時因楊碧芯下毒及離家後原人格Matt沉睡十七年而成為主人格，但不知道原人格Matt的存在 左撇子，透過將字寫在右手與次人格朱璣溝通，同時透過朱璣所寫的偵探小說與其溝通，並喜歡將小說情節改得天花亂墜 右肩曾骨折，因此走路姿勢輕微向左傾 身手了得，喜歡秀肌肉 性格衝動，內心重視親情 其內在世界為一片汪洋 韋睿傑之心理病人，後反目 喜歡方菀芊，與其有感情線 於第1集因摔壞葉朗晴的電話導致其遇襲時無法報警，因感到內疚及無法面對而暫時消失 於第2集在游雁星與朱璣打鬥時短暫出現，並為救她而被鐵架砸中頭部及昏迷住院；於第3集再度出現 於第5集與楊碧芯和好；於同集首次進入朱璣的內在世界與對方見面，並發現對方逐漸消失，後按照對方消失前的拜託將小說交給游雁星，並代對方提醒其提防江政勳 於第6集為尋找朱璣而假裝跳樓，後再度進入內心世界嘗試尋找朱璣但不果，卻意外進入Matt的內在世界（當時未得知Matt的存在） 於第9集從韋睿傑口中得知楊碧芯患有精神分裂 於第10集相信韋睿傑稱朱璣的出現是楊碧芯患上精神分裂的原因後要求朱璣消失 於第11集要求韋睿傑掐自己脖子，企圖引朱璣出來，卻意外導致原人格Matt出現 於第13集與朱璣達成共識，盡量保持意識清醒，以防止Matt出現 於第16集韋睿傑告诉其真正目睹楊碧芯在湯水下老鼠藥的是Matt，其童年記憶零碎模糊是因為Matt才是原人格，而自己喜歡鍛練身體及秀肌肉是因為其是Matt童年被欺凌時解離出來還擊的人格，後因無法接受而消失（韋睿傑为逃走而將此事告诉葉勁峰，以引Matt出现，讓後者協助自己逃走）；於第18集再度出現 於第18集結尾透過鏡子與朱璣及Matt溝通，並被Matt成功爭奪身體的控制權；於第21集再度出現 於第23集為引Matt出現而選擇消失，在消失前與楊碧芯及方菀芊道別，並讓方菀芊告知朱璣，自己從對方身上學懂作為人格，應盡力幫助主人格解決問題及承擔痛苦，並感謝對方一直以來幫助自己及稱呼對方為兄弟 於第25集在楊碧芯幾乎墮樓時再度出現及阻止其，並表示因自己及朱璣擔心Matt再次沉睡而沒有出現 參見西九龍總區重案組、特案組、雙重炸彈案、血字連環兇案、《血謎圖》兇殺案 |
| 朱 璣 （次人格）     | 死仔（葉勁峰專稱）、孱仔（Matt專稱） 筆跡專家／犯罪心理學家／小說作家／特案組專家顧問 世界筆跡專家公會認可之四位華裔筆跡專家之一 為葉勁峰（實為Matt）十四歲時目睹楊碧芯在湯水下老鼠藥後解離之人格，幫助其承受情感上的痛苦及創傷，並在其遇到難題時替其善後，但不知道原人格Matt的存在 右撇子，透過將字寫在左手與主人格葉勁峰溝通 戴眼鏡，身體孱弱怕冷，習慣戴圍巾及喝熱茶，喝咖啡會醉 理想為完成一本偵探小說，同時透過小說內容與葉勁峰溝通，並將小說的女主角設定為游雁星 冷靜理智，擅長邏輯推理 性格窩心，善解人意 其內在世界為一個白色圖書館 林教授之學生 韋睿傑之好友，後反目，並被對方視為最了解其的對手 對游雁星一見鍾情，視其為最明白自己的人，對其情深一片，與其有一段虐戀，每當其遇上生死關頭時都會出現；因明白自己是一個人格，隨時都會消失，所以希望與其談一場有限期的戀愛 江政勳之情敵，並被其針對 因協助葉勁峰與楊碧芯和好及家庭團聚而備受楊碧芯喜愛，對方經常以湯水引其出現 於第1集在裝有榨菜的紅白藍袋袋口貼上「全部榨菜」字條，但刻意將「榨菜」寫成「炸藥」，以協助葉勁峰阻止尹彪交易；於同集因游雁星邀請其分析「全部榨菜」字條筆跡而與她結緣，並對她一見鍾情 於第1集結尾在主人格葉勁峰消失後暫時接管身體，並在其他人面前假扮葉勁峰 於第4集在游雁星意外吻到葉勁峰後出現，讓其得知自己的存在，並向其表白 於第5集因葉勁峰與楊碧芯和好而逐漸消失，並首次於內在世界與葉勁峰見面，在消失前拜託對方將自己所寫的小說交給游雁星 於第7集在游雁星無法集中精神拆彈時再度出現，並鼓勵及成功協助對方拆彈 於第9集從韋睿傑口中得知楊碧芯患有精神分裂 於第10集因葉勁峰相信韋睿傑指自己是導致楊碧芯患上精神分裂的原因而被迫消失 於第12集在游雁星遭遇炸彈爆炸時再次出現；於同集楊碧芯得知自己的存在，並稱呼對方為媽咪 於第13集開始寫新小說，書名為《血謎圖》，並首次進入Matt的內在世界，小說靈感源於Matt內在世界三幅交疊而成的圖畫；於同集與葉勁峰達成共識，盡量保持意識清醒，以防止Matt出現 於第16集結尾韋睿傑用腦區間溝通法嘗試喚醒一直昏迷不醒的游雁星時與她溝通，在前往馬來西亞協助聶山查案前將自己為游雁星寫的小說預先錄好，並拜託江政勳播給昏迷的游雁星聽及好好照顧她，在其離開後游雁星開始有甦醒跡象 於第17集進入內心世界嘗試尋找葉勁峰，但失敗 於第18集在游雁星甦醒後回港探望其；於同集結尾透過鏡子與葉勁峰及Matt溝通，並發現Matt懂得切換人格來掩飾自己，後被Matt成功爭奪身體的控制權 於第19集被楊碧芯用湯水引出來後到醫院與游雁星見面 於第23集為引Matt出現而選擇消失，在消失前與楊碧芯及游雁星道別 於第25集在楊碧芯企圖跳樓自殺時被游雁星喚出，並救回楊碧芯；於同集結尾表示自己開始不怕冷 參見特案組、雙重炸彈案、血字連環兇案、《血謎圖》兇殺案 | |
| Matt （原人格）      | 衰仔（楊碧芯專稱）、細佬（葉朗晴專稱） 葉勁峰之原人格 年齡為十四歲 喜歡戴帽，吃漢堡、喝可樂及看藍球比賽，不喜歡吃甜食及喝湯水 經常撒謊及搗亂，懂得切換人格來掩飾自己 捉弄別人後會很開心，看到別人被欺負會幫忙 童年時性格反叛，與楊碧芯關係惡劣，為給其製造麻煩而經常故意犯事，頻繁進出警署及被警司警戒 童年時經常被欺凌，因此不喜歡上學，並因常被欺凌而解離出葉勁峰來還擊 在十四歲時因目睹楊碧芯下毒而解離出朱璣，後沉睡十七年 本性善良，內心敏感 其內在世界為一片綠色草原 海藍失散多年之兒時好友 於第11集在葉勁峰要求韋睿傑掐自己脖子企圖引朱璣出來時意外出現，並因吃霸王餐而被捕，自此之後時常會在葉勁峰及朱璣晚上睡覺時出來活動及搗亂 於第12集被楊碧芯認出其為童年的葉勁峰 於第17集在朱璣進入內在世界尋找葉勁峰時再度出現 於第18集在朱璣回港探望游雁星時出現；於同集結尾透過鏡子與葉勁峰及朱璣溝通，並成功爭奪身體的控制權 於第20集在楊碧芯與聶山見面時跟蹤其，並得知其在十七年前曾在湯水下老鼠藥企圖毒死自己後企圖跳樓自盡，但被海藍說服在湯水下毒，卻在最後關頭收手 於第23集從楊碧芯口中得知其在十七年因精神分裂而企圖毒死自己及葉朗晴，後與其和好 於第24集再度沉睡 於第25集在楊碧芯企圖跳樓自殺時Michael被衆人要求假扮其時再度出現，並勸阻楊碧芯自殺 參見雙重炸彈案、《血謎圖》兇殺案 | |
| Michael （衍生人格） | Matt衍生之新人格，因其非常思念父親而解離出與父親葉孝全相似的人格 能說流利的馬來話 言行舉止有一定的年紀 喜歡撩妹，很有風度，注重儀表 於第25集出現，後因楊碧芯企圖跳樓自盡而被帶到其面前時被衆人要求假扮Matt，同時Matt再度出現；於同集結尾時再度出現 | |
| 鄭淽月（童年）       | 葉朗晴 | 朗晴 九龍大學學生 1999年出生 葉孝全之女 楊碧芯之女，於十七年前幾乎被其毒死，後被其拋棄 葉勁峰之妹 曾住在保良局兒童之家，後被送往加拿大的寄養家庭 鍾桂恩之養女 韋睿傑之心理病人兼暗戀其，並被其利用 於第2集起因受驚失常而入住精神病院，並被證實患有嚴重的餘光恐懼症，但未有認出照顧自己的楊碧芯 於第4集在病情好轉後與楊碧芯在渡假屋暫住，終認出楊碧芯，並與其母女相認 於第6集出院 於第9集得知楊碧芯患有精神分裂 於第14集被嚴珍妮欺凌時獲韋睿傑保護 於第19集與假扮朱璣的Matt外出時發現其行為異常，後從楊碧芯口中得知其患有多重人格，並學懂分辨三個人格 參見藍山醫院、血字連環兇案 |
| 戴祖儀               | 葉朗晴 | 朗晴 九龍大學學生 1999年出生 葉孝全之女 楊碧芯之女，於十七年前幾乎被其毒死，後被其拋棄 葉勁峰之妹 曾住在保良局兒童之家，後被送往加拿大的寄養家庭 鍾桂恩之養女 韋睿傑之心理病人兼暗戀其，並被其利用 於第2集起因受驚失常而入住精神病院，並被證實患有嚴重的餘光恐懼症，但未有認出照顧自己的楊碧芯 於第4集在病情好轉後與楊碧芯在渡假屋暫住，終認出楊碧芯，並與其母女相認 於第6集出院 於第9集得知楊碧芯患有精神分裂 於第14集被嚴珍妮欺凌時獲韋睿傑保護 於第19集與假扮朱璣的Matt外出時發現其行為異常，後從楊碧芯口中得知其患有多重人格，並學懂分辨三個人格 參見藍山醫院、血字連環兇案 |

### 聶家
| 演員   | 角色   | 暱稱／關係 |
| 姜皓文 | 聶 山  | 聶Sir 重案組警司 梁日思之夫，因忙於工作而忽略其，在其失蹤後一度患上躁鬱症，後康復 曾為韋睿傑之精神病人，並被其治癒躁鬱症 在得知梁日思在離家出走後曾到馬來西亞而到當地尋找其 因思念梁日思而不時會出現幻覺，並看見梁日思 於第12集登場 於第13集讓葉勁峰（實為朱璣）分析梁日思離家出走前留下的字條筆跡，並從朱璣的筆跡分析中得知梁日思內心仍愛自己，並希望自己尋找她 於第14集前往馬來西亞調查幽靈斷腳案及尋找梁日思的下落；於同集結尾得知梁日思的小腿骨被發現，但不願相信其已死 於第15集回港，並懷疑楊碧芯與梁日思之失蹤有關，後約其見面 於第17集再度前往馬來西亞，在楊碧芯陪同下到梁日思之墓碑，得知妻子已去世，並從楊碧芯手中得到梁日思生前所寫的日記，後決定每天在其墓前陪伴梁日思，並暫時退出查案 於第18集在楊碧芯的陪同下到梁日思生前居住的房子 參見西九龍總區重案組、特案組、幽靈斷腳案／梁日思失蹤案、《血謎圖》兇殺案 |
| 陳 煒  | 梁日思 | 阿思 1978年出生，2019年去世 室內設計師，在馬來西亞時即使病危也要完成自己的夢想房屋設計 聶山之亡妻，因聶山長期忙於工作，只能用紙條與其溝通 於2017年11月29日本與聶山約定好去行山，但聶山因工作而爽約，結果其獨自行山時滑倒，在下面逗留了很久才被人救助，最後因無法忍受聶山因工作而經常忽略其，於同年11月30日留下紙條後離家出走，但仍希望其會來找自己 曾住在馬來西亞檳城，並結識楊碧芯，對方在得知其患病後與其同住，以方便照顧其，同時亦結識高敏 在馬來西亞被確診患有罕見的血管炎，並需截肢保命 生前寫了一本日記記錄自己的生活，在死前將日記交給楊碧芯，於第17集楊碧芯帶聶山到其墓前，並把該日記交給聶山 僅在聶山及楊碧芯的回憶和幻覺中出現 於第17集證實其已死亡 參見幽靈斷腳案／梁日思失蹤案 |

### 韋家
| 演員           | 角色   | 暱稱／關係 |
| 趙希洛         | 譚玉儀 | 原名譚玉匜 韋睿傑之母，在其童年時因其左眼虹膜為綠色而被外人指點，因此經常情感虐待及打罵其，被其極度憎恨 留長頭髮，穿白色連衣裙 在懷孕時曾打算進行墮胎手術，但因懷孕週期超過二十四週而不果 其骸骨一直被韋睿傑保存在診所，尾指被切除 僅在韋睿傑的回憶中出現 |
| 胡俊軒（童年） | 韋睿傑 | Dr. Wai、韋醫生 精神科醫生／犯罪心理學家／特案組專家顧問／血字連環殺手 1987年出生 患有虹膜異色症，其左眼虹膜為綠色，因此在童年時經常被嘲笑及歧視，長大後在左眼佩戴隱形眼鏡 在童年時經常遭母親情感虐待及打罵而心理扭曲及極度憎恨其，並將其骸骨一直保存在自己診所，尾指被切除 曾為醫院精神科主管，現於深水埗開設診所 擅長操控他人心理 喜歡吃蛋撻 譚玉儀之子 何卓盈之前夫，曾為其精神科醫生 葉勁峰之主診醫生，後反目 朱璣之好友，後反目，並視其為最了解自己的對手 葉朗晴之心理醫生兼暗戀對象，並利用其，但後期亦對其有真心 曾為聶山之精神科醫生，並治癒其躁鬱症 于第1集出现，於第2集正式登場 於第6集告知楊碧芯自己已得知其患有精神分裂；於同集起成為其精神科醫生，並答應替其保密，後反目 於第9集告知朱璣及葉勁峰，楊碧芯患有精神分裂；於同集告知葉勁峰，朱璣是導致楊碧芯患上精神分裂的原因（為了不被衆人發現自己是血字連環殺手，而告訴對方），並於第10集成功說服對方使朱璣消失（即人格謀殺） 於第10集被楊碧芯揭穿自己刻意利用心理暗示，使其病情惡化 於第11集按照葉勁峰要求掐其脖子，以引朱璣出來，卻意外發現其原人格Matt存在 於第14集在葉朗晴被嚴珍妮欺凌時出現及保護其 於第16集因聶山認為其作為連環殺手能夠理解《血謎圖》案小說殺手的內心，並提出若其認罪，便邀請其當特案組顧問，以協助調查《血謎圖》案；於同集為逃走而告诉葉勁峰，Matt才是原人格，其是Matt在童年被欺凌時解離出來還擊的人格，以引Matt出現協助自己逃走，並利用Matt及蘇國城逃走，但失敗，並被聶山槍傷，最後認罪，並再次成為特案組顧問，需佩戴電子手環，以二十四小時監控其位置 於第25集发现Matt衍生出新人格Michael；於同集結尾將寫著「楊碧芯，我知你講大話」（楊碧芯，我知道你說謊）的紙條交給楊碧芯 參見特案組、血字連環兇案、《血謎圖》兇殺案 |
| 袁偉豪         | 韋睿傑 | Dr. Wai、韋醫生 精神科醫生／犯罪心理學家／特案組專家顧問／血字連環殺手 1987年出生 患有虹膜異色症，其左眼虹膜為綠色，因此在童年時經常被嘲笑及歧視，長大後在左眼佩戴隱形眼鏡 在童年時經常遭母親情感虐待及打罵而心理扭曲及極度憎恨其，並將其骸骨一直保存在自己診所，尾指被切除 曾為醫院精神科主管，現於深水埗開設診所 擅長操控他人心理 喜歡吃蛋撻 譚玉儀之子 何卓盈之前夫，曾為其精神科醫生 葉勁峰之主診醫生，後反目 朱璣之好友，後反目，並視其為最了解自己的對手 葉朗晴之心理醫生兼暗戀對象，並利用其，但後期亦對其有真心 曾為聶山之精神科醫生，並治癒其躁鬱症 于第1集出现，於第2集正式登場 於第6集告知楊碧芯自己已得知其患有精神分裂；於同集起成為其精神科醫生，並答應替其保密，後反目 於第9集告知朱璣及葉勁峰，楊碧芯患有精神分裂；於同集告知葉勁峰，朱璣是導致楊碧芯患上精神分裂的原因（為了不被衆人發現自己是血字連環殺手，而告訴對方），並於第10集成功說服對方使朱璣消失（即人格謀殺） 於第10集被楊碧芯揭穿自己刻意利用心理暗示，使其病情惡化 於第11集按照葉勁峰要求掐其脖子，以引朱璣出來，卻意外發現其原人格Matt存在 於第14集在葉朗晴被嚴珍妮欺凌時出現及保護其 於第16集因聶山認為其作為連環殺手能夠理解《血謎圖》案小說殺手的內心，並提出若其認罪，便邀請其當特案組顧問，以協助調查《血謎圖》案；於同集為逃走而告诉葉勁峰，Matt才是原人格，其是Matt在童年被欺凌時解離出來還擊的人格，以引Matt出現協助自己逃走，並利用Matt及蘇國城逃走，但失敗，並被聶山槍傷，最後認罪，並再次成為特案組顧問，需佩戴電子手環，以二十四小時監控其位置 於第25集发现Matt衍生出新人格Michael；於同集結尾將寫著「楊碧芯，我知你講大話」（楊碧芯，我知道你說謊）的紙條交給楊碧芯 參見特案組、血字連環兇案、《血謎圖》兇殺案 |

### 游家
| 演員           | 角色   | 暱稱／關係 |
| 嘉 駿          | 星 父  | 游雁星之父，在其童年時曾利用其運毒，經常被仇家上門尋仇 僅在游雁星的回憶中出現 |
| 林芷瑩（童年） | 游雁星 | Madam 星、雁星 EOD炸彈處理主任／特案組組員 於童年時因父親仇家經常上門尋仇及曾被父親利用運毒，導致其內心缺乏安全感 江政勳之女友，後分手，但對方仍對其念念不忘 朱璣之初戀對象，並被其視為最明白他的人，與其有一段虐戀，每當遇上生死關頭時他都會出現 參見爆炸品處理課、特案組、雙重炸彈案、《血謎圖》案 |
| 黃智雯         | 游雁星 | Madam 星、雁星 EOD炸彈處理主任／特案組組員 於童年時因父親仇家經常上門尋仇及曾被父親利用運毒，導致其內心缺乏安全感 江政勳之女友，後分手，但對方仍對其念念不忘 朱璣之初戀對象，並被其視為最明白他的人，與其有一段虐戀，每當遇上生死關頭時他都會出現 參見爆炸品處理課、特案組、雙重炸彈案、《血謎圖》案 |

### 藍山醫院
| 演員   | 角色   | 暱稱／關係 |
| 韓馬利 | 黃姑娘 | 精神病院護士長 於第2集登場 |
| 蘇麗明 | 玲     | 精神病院助理 於第2集登場 |
| 曾慧雲 | 萍     | 精神病院助理 於第2集登場 |
| 惠英紅 | 楊碧芯 | 芯姐 精神病院助理 精神分裂患者 葉朗晴之母，為照顧及保護其而成為精神病院助理，在其出院後辭職 因馬詠騷擾及欺凌葉朗晴而針對其，曾在其膳食中混入花生粉 參見葉家、血字連環兇案          |
| 戴祖儀 | 葉朗晴 | 朗晴 大學生／精神病院病人 楊碧芯之女 血字連環兇案的唯一倖存者，因受驚而入住精神病院，並被證實患有嚴重的餘光恐懼症，在病情好轉後於第6集出院 被馬詠騷擾及欺凌 參見葉家、血字連環兇案 |
| 吳沚默 | 馬 詠  | 女同志性慾倒錯者／精神病院病人 對花生過敏 因騷擾及欺凌葉朗晴而被楊碧芯針對 於第2集登場 於第4集被韋睿傑殺害 參見血字連環兇案                                                        |

### 單元案件

#### 雙重炸彈案（第1－12集）
| 演員              | 角色 | 暱稱／關係 |
| 王浩信            | | |
| 葉勁峰 （主人格） | 勁峰 重案組警員／特案組組員 多重人格患者 江政勳之下屬 尹彪之手下，實為警方臥底 曾與莫希欣偷情 於第1集在車上與莫希欣偷情時發現駕駛座下有炸彈，後因游雁星拆彈成功而獲救 於第2集因被懷疑為雙重炸彈案疑犯而被捕，於第5集復職 於第6集與方菀芊離開警署工作室時遇上爆炸，幸無大礙 於第7集在警署與江政勳追捕尹彪，在與其發生槍戰時槍傷其，後拿著被啟動的走珠裝置炸彈在槍房等待游雁星前來拆彈 於第12集Matt與方菀芊被姜耀坤及莫希欣迷暈及綁架，身上被綁上設計複雜的鏡面炸彈，在甦醒後主人格葉勁峰再度出現，後因游雁星拆彈成功而獲救 參見西九龍總區重案組、特案組、葉家 | |
| 朱 璣 （次人格）  | 筆跡專家／犯罪心理學家／特案組專家顧問 於第2集為洗脫葉勁峰放炸彈的嫌疑而讓游雁星閱讀葉勁峰的臥底日記，使對方得知其警方臥底身份，後以葉勁峰的身份約見游雁星，並告知對方雙重炸彈案針對爆炸品處理課及江政勳為莫希欣之情夫 於第7集在游雁星再度憶起楊佑廷被炸死的畫面而無法集中精神拆彈時再度出現，並鼓勵及成功協助對方拆彈 於第12集在游雁星遭遇炸彈爆炸時再次出現 參見特案組、葉家 | |
| Matt （原人格）   | 於第12集與方菀芊被姜耀坤及莫希欣迷暈及綁架，身上被綁上設計複雜的鏡面炸彈 參見葉家 | |
| 黃智雯            | 游雁星 | Madam 星、雁星 EOD炸彈處理主任兼「Number One」拆彈員／特案組組員 楊佑廷之好拍檔 於第1集成功拆除莫希欣車上的鬆法炸彈，並發現葉勁峰右肩曾骨折，因此懷疑其為放置「榨菜詐彈」的疑犯；於同集結尾目睹楊佑廷被炸死，自己亦因炸彈爆炸而受傷 於第2集朱璣以葉勁峰的身份約見其，並從對方口中得知雙重爆炸案針對爆炸品處理課及江政勳為莫希欣之情夫 於第7集在拆彈時再度憶起楊佑廷被炸死的畫面而無法集中精神拆彈時朱璣再度出現，並在對方的鼓勵及協助下成功拆彈 於第12集成功為葉勁峰及方菀芊拆彈，在發現姜耀坤所放的為雙重炸彈後為二人爭取逃跑時間，在炸彈爆炸前將其扔到遠處，因而未能及時逃走，在爆炸後昏迷住院，於第17集結尾甦醒 參見爆炸品處理課、特案組 |
| 黃嘉樂            | 楊佑廷 | 阿廷 双重炸弹案之死者 EOD炸彈處理主任兼「Number Two」 游雁星之好拍檔 於第1集在游雁星成功拆除鬆法炸彈後清理現場，因姜耀坤預先藏在沙包內的遙控炸彈爆炸而被炸死 參見爆炸品處理課 |
| 傅嘉莉            | 莫希欣 | 阿嫂（葉勁峰專稱） 江湖大嫂 莫希瑜之攣生姊姊，在發現其因數年來被尹彪姦污而自盡後決定與姜耀坤為其報仇 尹彪之妻 周旋於不同男人之間 曾與葉勁峰偷情 江政勳之情婦，並要脅其入侵方菀芊的電腦，以銷毀有關自己的資料 於第3集墮樓身亡，其遺體被人從殮房偷走後被燒屍（實為假死，屍體屬於其攣生妹妹莫希瑜），以嫁禍尹彪殺害自己 於第7集在姜耀坤的炸彈失效後匿藏，但並無離港 於第12集與姜耀坤合謀綁架葉勁峰（身體人格為Matt）及方菀芊後逃走；於同集勸其不要因向尹彪報仇而放棄逃走機會，但失敗，在得知姜耀坤已死後放棄潛逃，並向警方自首，但無揭發江政勳入侵方菀芊的電腦以銷毀資料一事 參見《血謎圖》案 |
| 傅嘉莉            | 莫希瑜 | 阿瑜、希瑜 莫希欣之攣生妹妹 姜耀坤之女友 尹彪之姨仔，於數年間不斷被其姦污，並患上嚴重的抑鬱症，最後服用過量藥物自盡 在其死後其遺體臉部被姜耀坤忍痛砸爛後被推下樓及燒屍，以誤導警方死者為莫希欣，從而嫁禍尹彪 僅在莫希欣及姜耀坤的回憶中出現 |
| 陳志健            | 尹 彪 | 江湖大佬 莫希欣之夫，並知道其有情夫 莫希瑜之姐夫，在數年來不斷姦污其，最終導致其自盡 葉勁峰之老大 被警方懷疑其殺害莫希欣，於第6集從內地被引渡回港 於第7集在警署發生爆炸後換上軍裝警員制服逃走，被葉勁峰及江政勳追捕時被二人槍傷，後被送院治療 於第12集其案件開庭後被姜耀坤報仇而被槍傷雙膝 |
| 王敏奕            | 方菀芊 | 菀芊、Dr. Fong 法醫人類學家／特案組專家顧問 於第6集在檢驗莫希欣的焦屍後發現焦屍的額竇與莫希欣十分相似，但並非莫希欣本人，有關資料於第7集被江政勳入侵電腦而被銷毀 於第6集與葉勁峰離開警署工作室時遇上爆炸，幸無大礙 於第12集與Matt被姜耀坤及莫希欣迷暈及綁架，身上被綁上設計複雜的鏡面炸彈，後因游雁星拆彈成功而獲救 參見特案組 |
| 黎諾懿            | 江政勳 | 江Sir 重案組總督察／特案組負責人 葉勁峰之上司 姜耀坤之上司，並被其憎恨 莫希欣之情夫，並被其要脅入侵方菀芊的電腦，以銷毀有關莫希欣的資料 於第2集被朱璣發現其為莫希欣之情夫 於第7集在警署與葉勁峰追捕尹彪，在與其發生槍戰時槍傷其 參見西九龍總區重案組、特案組 |
| 馬貫東            | 姜耀坤 | 阿坤 双重炸弹案真凶 重案組警員／特案組組員 其父親姜國柱曾為爆炸品處理課「Number Two」拆彈員，並認為父親在EOD從未受到重用 懂得製造炸彈 曾與游雁星同年投考爆炸品處理課，但未被取錄，並企圖報復對方及EOD 江政勳之下屬，並憎恨其 莫希瑜之男友，在發現其因數年來被尹彪姦污而自盡後決定與莫希欣為其報仇 于第1集在莫希欣的車上安裝鬆法炸，以製造尹彪抓姦而放炸彈的假象，同時为報復EOD而預先藏在沙包內的遙控炸彈爆炸，導致楊佑廷被炸死 於第6集郵寄定時炸彈到警署，導致警署發生爆炸 於第7集在警署通道狹窄的槍房放置走珠裝置炸彈，令拆彈機械人無法進入，迫使游雁星親自拆彈並企圖炸死其，後企圖遙控控製炸彈爆炸，但因被爆炸品處理課的干擾車切斷頻譜而失敗；於同集在身上綁上失能裝置炸彈，以威脅江政勳及游雁星，最後失敗，並於第8集被捕 於第12集假裝身體不適而成功逃走，並與莫希欣合謀綁架葉勁峰（身體人格為Matt）及方菀芊，在二人身上綁上設計複雜的鏡面炸彈；於同集在尹彪開庭後為幫莫希瑜報仇而槍傷尹彪雙膝，最後被警方擊斃 參見西九龍總區重案組、特案組 |
| 楊家寶            | 女朋友 | （第6集） |
| 秦啟維            | 彪律師 | 尹彪之代表律師（第6、12集） |
| 鄒兆霆            | | 狙擊手（第7－8集） |
| 陳俊堅            | | 狙擊手（第7－8集） |

#### 血字連環兇案（第1－16集）
| 演員   | 角色              | 暱稱／關係 |
| 戴祖儀 | 葉朗晴            | 朗晴 血字连环凶案唯一幸存者 大學生 楊碧芯之女 葉勁峰之妹 於第1集被血字連環殺手（即韋睿傑）襲擊，並被其在背部用唇膏寫上「血字」 血字連環兇案的唯一倖存者，因受驚失常而入住精神病院，並被證實患有嚴重的餘光恐懼症 在精神病院期間經常被馬詠騷擾及欺凌 韋睿傑之心理病人兼暗戀其，並被其利用 於第3集指出襲擊自己的人有綠色眼睛 於第11集從韋睿傑口中得知對方為綠眼殺手後被其迷暈；於同集在醫院甦醒後為幫助韋睿傑而更改口供，聲稱襲擊自己的人有黑色眼睛，而非綠眼 於第13集在楊碧芯的勸告下與特案組合作，協助韋睿傑從保齡球場儲物櫃取走血字連環兇案死者的尾指，但在最後關頭提醒對方逃走 於第17集在朱璣的安排下與韋睿傑見面，並表示無論對方被判刑期多久，自己都會等他 參見葉家、藍山醫院 |
| 吳沚默 | 馬 詠             | 血字连环凶案之死者 女同志精神病患者／精神病院病人 因騷擾及欺凌葉朗晴而被楊碧芯針對 於第2集登場 於第4集與楊碧芯發生爭執時被其掐暈，後被韋睿傑掐斷舌骨而死，左手尾指被切掉，背部被寫上血字 參見藍山醫院 |
| 惠英紅 | 楊碧芯            | 芯姐 精神病院助理 精神分裂患者 葉勁峰之母 葉朗晴之母，為保護其而成為精神病院助理 因馬詠騷擾及欺凌葉朗晴而針對其，於第4集與其爭執時掐暈其，但誤以為自己殺害其，並被警方懷疑為殺害馬詠的兇手 於第8集因出現在血字連環兇案屍體發現現場附近而再度被警方懷疑為該案兇手；於第9集在接受警方問話時因韋睿傑的心理暗示而再度出現幻覺，導致其證詞不獲採納 於第11集向游雁星自首，承認自己殺害馬詠，並告知對方韋睿傑的左眼為綠色，後發現韋睿傑才是殺害馬詠的真正兇手，自己被其利用，幾乎成為其代罪羔羊 於第13集說服葉朗晴與特案組合作 參見葉家、藍山醫院 |
| 王浩信 | 葉勁峰 （主人格） | 勁峰 重案組警員／特案組組員 多重人格患者 楊碧芯之子 葉朗晴之兄 於第5集被發現與楊碧芯為母子關係，並因隱瞞與楊碧芯的關係而一度被懷疑與其合謀殺人 於第9集朱璣發現韋睿傑為血字連環殺手，並幾乎被其掐死，後因主人格葉勁峰出現而失敗 參見西九龍總區重案組、特案組、葉家 |
| 王浩信 | 朱 璣 （次人格）  | 筆跡專家／犯罪心理學家／特案組專家顧問 於第3集分析血字連環殺手在死者背部寫上血字的筆跡，推測兇手的母語為中文，不會是綠眼睛的外國人 於第4集在葉勁峰分析血字筆跡時出現 於第8集推斷血字連環殺手因得到愛情而停止殺人，並於第9集補充兇手在失去愛人後再度開始殺人 於第9集發現韋睿傑為血字連環殺手，並幾乎被其掐死，後因主人格葉勁峰出現而失敗 於第16集與韋睿傑見面，並揭穿其血字筆跡透露對母親的恐懼、不滿及憤恨，以及對父親的疏離，因此以殺害特徵與其母譚玉儀一樣的女子（穿白色連衣裙的長髮女子）來平衡心理及發洩內心對母親的憤恨，其所寫上的血字為譚玉儀曾責罵其的字句，並發現其診所的人骨模型實為譚玉儀之骸骨 參見特案組、葉家 |
| 袁偉豪 | 韋睿傑            | Dr. Wai、韋醫生 血字连环凶案真凶（绿眼杀手） 精神科醫生／犯罪心理學家／特案組專家顧問 譚玉儀之子，在童年遭其情感虐待及打罵，因而心理扭曲及極度憎恨其 何卓盈之前夫 表面上研究血字連環兇案多年，實為血字連環殺手，每隔兩個月殺一個人，專挑與其母譚玉儀一樣穿白色連衣裙的長髮年輕女子下手，在殺人後切掉死者的左手尾指，用死者的尾指在死者背部寫上血字（血字為譚玉儀曾責罵其的說話），並保存死者的尾指 在結婚後一度暫停殺人，在妻子發現自己為血字連環殺手，並墮樓自盡後再度開始殺人 於第1集在企圖殺害葉朗晴時看見其電話殼上與朱璣的合照，為挑戰朱璣而沒有殺害其，後成為其精神科醫生，並利用其 於第4集在發現楊碧芯掐暈馬詠後因馬詠曾欺凌葉朗晴而殺害馬詠，切掉死者的左手尾指及在死者背部寫上血字，並誤導楊碧芯其殺害馬詠，利用其當自己的代罪羔羊 於第9集在楊碧芯接受警方問話前對其進行心理暗示，使其在接受問話時再度出現幻覺，導致其證詞不獲採納；於同集被朱璣發現自己為血字連環殺手，在企圖掐死對方時因主人格葉勁峰出現而失敗 於第11集被揭發為血字連環殺手，但利用葉朗晴及陳正超而令警方不夠證據拘捕其 於第13集葉朗晴與特案組合作，協助其從保齡球場儲物櫃取走血字連環兇案死者的尾指，但對方在最後關頭提醒其逃走 於第14集跟踪小說殺手時被葉勁峰阻礙，並企圖槍殺其，但被楊碧芯擊暈，後被捕 於第16集因聶山認為其作為連環殺手能夠理解《血謎圖》案兇手的內心，並提出若其認罪，便邀請其當特案組顧問，以協助調查《血謎圖》案，其要求與朱璣及蘇國城見面；於同集為逃走而告诉葉勁峰，Matt才是原人格，其是Matt在童年被欺凌時解離出來還擊的人格；從而讓勁峰消失引Matt出現，並利用Matt及蘇國城逃走，但失敗，並被聶山槍傷，最後認罪，並再次成為特案組顧問，需佩戴電子手環，以二十四小時監控其位置 於第17集與葉朗晴見面，對方表示無論他被判刑期多久都會等他 參見特案組、韋家、《血謎圖》兇殺案 |
| 王 菲  | 何卓盈            | 阿盈 韋睿傑之亡妻，曾為其精神病人，在發現其為血字連環殺手後墮樓自盡 僅在韋睿傑的回憶中出現 |
| 朱斐斐 | 受害者            | 血字连环凶案之死者 其屍體於第8集在郊外被發現，背部被寫上血字，左手尾指被切除 |
| 林可悅 | 受害者            | 血字连环凶案之死者 其屍體於第8集在郊外被發現，背部被寫上血字，左手尾指被切除 |
| 王敏奕 | 方菀芊            | 菀芊 法醫人類學家／特案組專家顧問 張曉蔓之師妹 對法醫昆蟲學甚有研究 於第9集提及張曉蔓，用其提供關於血字連環兇案死者身上發現絲光綠蠅的資訊判斷死者的死亡時間 於第16集從馬來西亞回港，並證實韋睿傑診所的人骨模型為其母譚玉儀之骸骨 參見特案組 |
| 李頊珩 | 陳正超            | 阿超 露宿者 韋睿傑之精神病人 於第2集登場 於第11集在韋睿傑的言語暗示下墮樓自盡，對方將馬詠的左手尾指放在其露宿的地方，以嫁禍其為血字連環殺手 |
| 謝東閔 | 蘇國城            | 阿城 孤僻症患者／妄想症患者 韋睿傑之精神病人 喜歡購買電話 於第2集登場 於第16集利用數十部電話使押送韋睿傑的囚車改變路線，以協助其逃走，但失敗 參見《血謎圖》兇殺案 |
| 林敬剛 | 潘文德            | 潘醫生 楊碧芯之精神科醫生（第10、24－25集） |
| 馬景華 |                   | 唱片舖店員（第10集） |
| 繆家慶 |                   | 懲教人員（第15－16集） |
| 曾海昌 |                   | 懲教人員（第16集） |

#### 幽靈斷腳案／梁日思失蹤案（第12－20、24－25集）
| 演員   | 角色   | 暱稱／關係 |
| 姜皓文 | 聶 山  | 聶Sir 重案組警司 梁日思之夫 與Parker相識 於第12集受警務處處長邀請回港調查幽靈斷腳案；於同集結尾發現該案第十六隻斷腳上的限量版球鞋與其失蹤妻子同款 於第14集起到馬來西亞調查幽靈斷肢案及尋找梁日思的下落；於同集得知梁日思的小腿骨被找到，但仍相信其未死 於第17集得知妻子已去世，後決定每天在墓前陪伴其，並暫時退出查案 於第24集從方菀芊口中得知梁日思墓旁的泥土被發現戊巴比妥（能用於安樂死的藥物）後再度前往馬來西亞，於第25集得知梁日思死於謀殺；於同集發現殺害梁日思的真兇為高敏，為追捕高敏而回港，後從楊碧芯手中取回梁日思的結婚戒指 參見西九龍總區重案組、特案組、聶家 |
| 陳 煒  | 梁日思 | 阿思 聶山之亡妻 在離家出走後到馬來西亞，確診患有罕見的血管炎，在結識楊碧芯後對方得知其患病後與其同住，以方便照顧其 被高敏利用戊巴比妥慢性毒殺，在發現其偷了自己的結婚戒指後被其企圖殺害，後在楊碧芯為其注射嗎啡止痛後在對方懷中去世 於第14集結尾找到其小腿骨 於第17集證實其已死亡 其小腿骨實為其為保命（血管炎令其骨骼惡化）而做手術截肢 於第25集證實其死於謀殺，藥理報告顯示其體內有嗎啡 參見聶家 |
| 張達倫 | Parker | 馬來西亞警隊高層 與聶山相識，並協助尋找其妻梁日思的下落 於第13集登場 於第14集起協助調查幽靈斷腳案 於第25集從梁日思的屍檢報告發現其前臂尺骨曾受到抵御性傷害，頭骨有輕微裂痕，推斷其死前受到襲擊，並在梁日思生前所居住的房子發現打鬥痕跡；於同集為調查高敏而來港，後返回馬來西亞調查幽靈斷腳案 |
| 連詩雅 | 張曉蔓 | Dr. Cheung 法醫人類學家／法醫昆蟲學家 方菀芊之師姐 於第9集被方菀芊提及 於第14集正式登場，在馬來西亞協助調查幽靈斷腳案，在編號A13的小腿骨上發現長腕幼蟲，經化驗證實依附在葫蘆島附近海域的肉食性海膽，並證實編號A17的小腿骨屬於梁日思 於第19集推測幽靈斷腳可能來自自然災難或非法人體農場 於第25集交代編號A4、A7、A8、A9、A11的斷骨來自人體農場，其他斷骨大部分來自海難 參見特案組 |
| 惠英紅 | 楊碧芯 | 芯姐 (高敏專稱)、Mona 馬來西亞華僑 精神分裂患者 在離家出走後曾回到馬來西亞，並結識梁日思，在得知其患病後與其同住，以方便照顧其 在發現高敏企圖殺害梁日思後用木棍打傷其，在其企圖推自己下懸崖時反將其推下懸崖墮海，後在為梁日思注射嗎啡止痛時對方在自己懷中去世，並以為自己殺害對方 與高敏及小柔相識，在出現幻覺時經常會看見二人 於第25集得知高敏才是殺害梁日思的真兇，後將梁日思的結婚戒指還給聶山 參見葉家 |
| 淼     | 高 敏  | 馬來西亞華僑 (葉孝全之小三) 為人城府極深，更不惜以慢性毒害垂死病人 小柔之母，因不忍其長期受病痛折磨而將之滅口 與楊碧芯相識，在其幻覺中以貴婦裝扮及與小柔同時出現 曾任職護老院看護，其在職期間護老院死亡率特別高 利用戊巴比妥慢性毒殺梁日思，在偷取其首飾時被其發現後企圖殺害其，被楊碧芯發現後被對方用木棍打傷，在企圖推其對方下懸崖時反被其推下懸崖墮海 於第25集來港，並在楊碧芯面前出現，將梁日思的結婚戒指放進其手袋，以嫁禍其殺害梁日思，後被警方拘捕 |
| 余應彤 | Ivan   | 義工 方菀芊在南太平洋島國進行人道工作之同事（第12－13集） |
| 馮子亮 |        | 義工 方菀芊在南太平洋島國進行人道工作之同事（第12－13集） |
| 黃 欣  |        | 警司女秘書（第13、20集） |
| 李旻芳 |        | 馬來西亞護士（第13、15集） |
| 梁珈詠 | Lisa   | 馬來西亞護士（第13集） |
| 曾琬莎 |        | 護士（第13、18集） |
| 蕭凱欣 |        | 護士 |
| 吳瑞庭 |        | 醫生 |
| 繆家慶 |        | 懲教人員（第15－16集） |
| 曾海昌 |        | 懲教人員（第16集） |
| 溫裕紅 | Grace  | 馬來西亞人（第17－19集） |
| 林敬剛 | 潘文德 | 潘醫生 楊碧芯之精神科醫生（第10、24－25集） |
| 吳綺珊 |        | 髮型師（第25集） |
| 梁皓楷 |        | 談判專家（第25集） |
| 蕭文諾 |        | 路人（第25集） |

#### 模仿《血謎圖》兇殺案（第14－24集）
| 演員              | 角色 | 暱稱／關係 |
| 伍樂怡            | 嚴珍妮 | Jenny 《血谜图》凶杀案之死者 九龍大學學生 葉朗晴之大學同學 於第8集登場 於第14集欺凌葉朗晴，將其臉部浸入定影液，後被海藍指示的Ryan、冼世強及蘇國城模仿《血謎圖》第一章「天使」的情節殺害，死前臉部被潑定影液及口部被灌入定影液 |
| 王浩信            | | |
| 葉勁峰 （主人格） | 勁峰 重案組警員／特案組組員 多重人格患者 於第14集為救中毒的海藍而為其進行人工呼吸，導致自己口部中毒，後康復 於第22集因Matt被懷疑為小說殺手而被捕 於第23集為引Matt出來交代《血謎圖》案內情而選擇消失 參見西九龍總區重案組、特案組、葉家 | |
| 朱 璣 （次人格）  | 筆跡專家／犯罪心理學家／小說作家／特案組專家顧問 小說《血謎圖》作者，靈感源自Matt內在世界三幅交疊而成的圖畫 於第14集在Matt接受警方問話時因楊碧芯擔心Matt闖禍而用湯水引其出現，後獲釋 於第21集起分析小說「千筆網」會員簽署反欺凌條款的簽名筆跡，藉此找出綁架陳笑安的疑犯；於同集交代其筆下《血謎圖》第三章「同行」的結局原為男女主角手牽手同行贖罪，卻被改成兩名欺凌者手牽手被炸彈炸死 於第23集為引Matt出來交代《血謎圖》案內情而選擇消失 參見特案組、葉家 | |
| Matt （原人格）   | 海藍失散多年之兒時好友，童年在其被欺凌時替其出頭，導致自己亦被欺凌 於第14集在朱璣不知情的情況將其小說《血謎圖》的頭兩章賣給海藍，並將筆名設定為「M」；於同集涉嫌謀殺嚴珍妮而被捕 於第19集冒充朱璣與特案組開會討論《血謎圖》一案案情，但被聶山及韋睿傑發現 於第20集在楊碧芯告訴自己其患有精神分裂後透露《血謎圖》的靈感源於自己與海藍童年時被欺凌的經歷 於第21集攜帶葉勁峰的佩槍外出，與蘇國城、冼世強及Ryan見面，在途中發現自己被追蹤後按照蘇國城指示將電話藏在薯片包裝袋，以擺脫追蹤 於第23集在葉勁峰及朱璣消失後再度出現，並否認自己殺人；於同集向江政勳及游雁星交代自己與Ryan、蘇國城及冼世強在網上的被欺凌群組認識，三人在網上修改《血謎圖》小說情節，而自己是因為答應為他們畫插畫才於第21集約他們見面，並透露只要江政勳找到「鑰匙」，就能延遲炸彈爆炸 於第24集發現另一個頸環炸彈是解開陳笑安頸上炸彈的「鑰匙」，在戴上頸環炸彈後逃走；於同集在進行直播時扛下所有罪名，並勉勵所有被欺凌的人及希望大眾多關心被欺凌的人，後因爆炸品處理課干擾車及時趕到而阻止頸環炸彈爆炸，在沉睡前拜託聶山替自己向楊碧芯道歉 參見葉家 | |
| 李以忻（童年）    | 海 藍 | 海編輯 小說網站「千筆網」編輯 1994年出生 表面上溫文爾雅，實際上城府極深，行事不擇手段 Matt失散多年之兒時好友，童年在被欺凌時對方會為其出頭 因童年時經常被欺凌而痛恨欺凌者，並產生報復心理 與Ryan、冼世強及蘇國城勾結，並指使三人殺害欺凌者 於第14集登場，並按照Matt的建議替其宣傳小說《血謎圖》，令小說大受歡迎，後指使Ryan、冼世強及蘇國城按照《血謎圖》第一章「天使」的情節殺害嚴珍妮；於同集按照警方要求該小說從網站下架，並關閉網站討論區，其後再將小說下架時與Matt（實為朱璣）見面時發現對方認不出自己，後模仿《血謎圖》第二章「蛛網」的情節使自己中毒昏迷，希望Matt會來救自己，後被葉勁峰所救 於第15集結尾韋睿傑用腦區溝通法幫助警方向其問話時指襲擊自己的兇手並非韋睿傑，而是自己認識的一男一女 於第16集甦醒後接受警方問話時稱自己被人從後襲擊頭部而暈倒，未有看到兇手樣貌 於第17集收到《血謎圖》第三章「同行」，後按陳笑安要求將其所寫的「同行」上架，與警方合作引兇手上勾 於第20集說服Matt向楊碧芯下毒 於第23集用暗號與Ryan溝通，以指使其替陳笑安戴上頸環炸彈 於第24集在看到Matt在進行直播時扛下所有罪名後向警方自首，並承認煽惑Ryan、冼世強及蘇國城謀殺嚴珍妮；於同集得知Matt患有多重人格，並探望意識昏迷的他，並對他和盤托出案件的真相 |
| 菊梓喬            | 海 藍 | 海編輯 小說網站「千筆網」編輯 1994年出生 表面上溫文爾雅，實際上城府極深，行事不擇手段 Matt失散多年之兒時好友，童年在被欺凌時對方會為其出頭 因童年時經常被欺凌而痛恨欺凌者，並產生報復心理 與Ryan、冼世強及蘇國城勾結，並指使三人殺害欺凌者 於第14集登場，並按照Matt的建議替其宣傳小說《血謎圖》，令小說大受歡迎，後指使Ryan、冼世強及蘇國城按照《血謎圖》第一章「天使」的情節殺害嚴珍妮；於同集按照警方要求該小說從網站下架，並關閉網站討論區，其後再將小說下架時與Matt（實為朱璣）見面時發現對方認不出自己，後模仿《血謎圖》第二章「蛛網」的情節使自己中毒昏迷，希望Matt會來救自己，後被葉勁峰所救 於第15集結尾韋睿傑用腦區溝通法幫助警方向其問話時指襲擊自己的兇手並非韋睿傑，而是自己認識的一男一女 於第16集甦醒後接受警方問話時稱自己被人從後襲擊頭部而暈倒，未有看到兇手樣貌 於第17集收到《血謎圖》第三章「同行」，後按陳笑安要求將其所寫的「同行」上架，與警方合作引兇手上勾 於第20集說服Matt向楊碧芯下毒 於第23集用暗號與Ryan溝通，以指使其替陳笑安戴上頸環炸彈 於第24集在看到Matt在進行直播時扛下所有罪名後向警方自首，並承認煽惑Ryan、冼世強及蘇國城謀殺嚴珍妮；於同集得知Matt患有多重人格，並探望意識昏迷的他，並對他和盤托出案件的真相 |
| 袁偉豪            | 韋睿傑 | Dr. Wai、韋醫生 精神科醫生／犯罪心理學家／血字連環殺手／特案組專家顧問 於第15集因被懷疑為《血謎圖》小說殺手而被捕；於同集結尾向警方提出利用腦區溝通法向中毒昏迷的海藍問話，以證明自己並非該案兇手 於第16集因聶山認為其作為連環殺手能夠理解《血謎圖》案小說殺手的內心，並提出若其認罪，便邀請其當特案組顧問，以協助調查《血謎圖》案；於同集利用Matt及蘇國城逃走，但失敗，並被聶山槍傷，最後認罪，並再次成為特案組顧問，需佩戴電子手環，以二十四小時監控其位置 於第22集在朱璣挑選出來的簽名中發現蘇國城為其充氣人偶結衣設計的簽名 參見特案組、血字連環兇案 |
| 韋家雄            | 陳笑安 | 陳Sir 警察公共關係科警司 違抝症患者 於第17集決定以自己為餌，讓海藍將自己所寫的《血謎圖》第三章「同行」上架，以引兇手上勾 於第21集在安全屋寫小說時被脅持，在綁匪監視下進行直播期間被槍傷左手，並按照綁匪要求點名江政勳為小說殺手的下一個目標，後被綁走 於第23集被戴上頸環炸彈；於同集被聶山救出後游雁星替其拆彈，於第24集其頸上的炸彈在Matt戴上另一個頸環炸彈而停止倒數後游雁星成功拆彈 參見香港警務處 |
| 姜皓文            | 聶 山 | 聶Sir 重案組警司／特案組負責人 於第19集由馬來西亞回港調查《血謎圖》案 於第20集從楊碧芯口中得知《血謎圖》的靈感源自Matt及海藍童年時被欺凌的經歷 於第21集與程孝輝達成共識，並與小說網站「千筆網」總編進行視像會議，並提出三個要求：將小說如期上架；看小說的會員需簽署反欺凌條款；將小說結尾改為未完待續 於第22集透過放大陳笑安的直播片段，發現對方瞳孔反射的人為冼世強，證實其為綁架陳笑安的綁匪之一，並推測《血謎圖》小說殺手都曾被欺凌 於第23集跟蹤Ryan到陳笑安被藏匿的地點，並與冼世強及Ryan發生槍戰，後救出陳笑安 參見西九龍總區重案組、特案組 |
| 惠英紅            | 楊碧芯 | 精神分裂患者 葉勁峰之母 於第19集與聶山及韋睿傑見面，並被二人說服與Matt好好相處，以獲取有關《血謎圖》的線索 於第20集告訴Matt自己患有精神分裂後從其口中得知《血謎圖》的靈感源自其與海藍童年時被欺凌的經歷，後將此線索告知聶山 於第21集按聶山要求在Matt房間安裝針孔攝錄機，以監視其 於第23集為引Matt出來交代《血謎圖》案內情而忍痛讓葉勁峰及朱璣消失 參見葉家 |
| 黎諾懿            | 江政勳 | 江Sir 重案組總督察／特案組負責人 於第21集陳笑安在綁匪監視下進行直播期間點名其為《血謎圖》小說殺手的下一個目標 於第22集發現《血謎圖》第三章「同行」被改的情節參考了2003年美國賓夕法尼亞州的頸環爆炸案 於第23集在以前與姜耀坤打桌球的桌球中心的儲物櫃發現「鑰匙」（另一個頸環炸彈） 於第24集協助游雁星替陳笑安拆彈 參見西九龍總區重案組、特案組 |
| 黃智雯            | 游雁星 | Madam 星、雁星 EOD炸彈處理主任兼「Number One」拆彈員／特案組組員 為EOD唯一一名通過頸環炸彈考核的成員 於第22集發現《血謎圖》第三章「同行」被改的情節參考了2003年美國賓夕法尼亞州的頸環爆炸案 於第23集在江政勳以前與姜耀坤打桌球的桌球中心的儲物櫃發現頸環炸彈；於同集替陳笑安拆除頸環炸彈期間再度憶起童年陰影，於第24集在江政勳的幫助下拆彈，在陳笑安頸上的炸彈在Matt戴上另一個頸環炸彈而停止倒數後成功拆彈 參見爆炸品處理課、特案組 |
| 謝東閔            | 蘇國城 | 阿城 孤僻症患者／妄想症患者，經常被欺凌 視充氣人偶「結衣」為自己妻子，並為其取名「Annie」 韋睿傑之精神病人 被海藍收買，並依照《血謎圖》的情節作案 於第2集登場 於第14集與Ryan及冼世強殺害嚴珍妮，再按海藍的要求向其投毒 於第21集與冼世強及Ryan綁架陳笑安；於同集襲擊方菀芊，在葉勁峰出現後攜同充氣人偶結衣逃走 於第23集被捕 參見血字連環兇案 |
| 楊潮凱            | 冼世強 | 阿強 黑社會成員，在社團地位低下，因此經常被欺凌 尹彪之手下 被海藍收買，並依照《血謎圖》的情節作案 在莫希欣自首前從其手中得到姜耀坤之亡父姜國柱繪製的炸彈草圖（包括頸環炸彈） 於第14集與Ryan及蘇國城殺害嚴珍妮，再按海藍的要求向其投毒 於第21集與蘇國城及Ryan綁架陳笑安 於第22集聶山透過放大陳笑安的直播片段，發現對方瞳孔反射的人為冼世強，證實其為綁架陳笑安的綁匪之一 於第23集與聶山發生槍戰後負傷與Ryan逃走 於第24集在被捕前企圖遙控控制頸環炸彈爆炸，但因被爆炸品處理課的干擾車及時趕到並切斷頻譜而失敗 |
| 林景程            | Ryan | 咖啡店員工 被海藍收買，並依照《血謎圖》的情節作案 於第14集與冼世強及蘇國城殺害嚴珍妮，再按海藍的要求向其投毒 於第21集與蘇國城及冼世強綁架陳笑安 於第22集起製造頸環炸彈 於第23集與聶山發生槍戰後與冼世強逃走 於第24集被捕 |
| 傅嘉莉            | 莫希欣 | 《血谜图》凶杀案从犯 囚犯 在冼世強被尹彪欺凌時曾對其伸出援手 於第22集與江政勳及游雁星會面，並透露自己在自首前將姜耀坤之亡父姜國柱繪製的炸彈草圖（包括頸環炸彈）交給冼世強 參見雙重炸彈案 |
| 陳詩欣            | 李美寶 | Mable 小說網站「千筆網」員工 海藍之同事（第17、21集） |
| 趙樂賢            | 總 編 | 小說網站「千筆網」總編輯 海藍、李美寶之上司（第21集） |

### 其他演員
| 演員   | 角色   | 暱稱／關係                                                               |
| 陳芊悠 | 小 柔  | 小女孩，經常拿著洋娃娃 高敏之女，被其害死 在楊碧芯的幻覺中同時與高敏出現 |
| 梁百川 |        | 記者                                                                     |
| 孟希璘 |        | 記者                                                                     |
| 黃頌明 |        | 記者                                                                     |
| 胡美貽 |        | 酒吧客人（第1集）                                                        |
| 李芷晴 |        | 酒吧客人（第1集）                                                        |
| 呂倩婷 |        | 酒吧客人（第1集）                                                        |
| 羅毓儀 |        | 酒吧客人（第1集）                                                        |
| 陳嘉俊 |        | 小混混（第1集）                                                          |
| 馮柏堯 |        | 小混混（第1集）                                                          |
| 周亦鵬 |        | 小混混（第1集）                                                          |
| 招浩明 |        | 工作人員（第1集）                                                        |
| 沈可欣 | 菜販蓮 | （第2集）                                                                |
| 陳永昌 | 何法醫 | Dr. Ho（第5集）                                                          |
| 鄭啟泰 | 盧醫生 | 楊碧芯多年前的精神科醫生（第6集）                                        |
| 李偉霆 | 全     | （第6集）                                                                |

## 製作團隊
| - 出品人：戴瑋、杜之克 - 總監製：謝穎 - 總策劃：吳倩、張麗娜、劉燕紅、張珺瑋 - 策劃：謝陽、王沁沁、劉揚、宋卿河、周湍枚 - 運營：楊雪、王雅麗、池海洋、胡媛媛、張競 - 宣傳：易哲、張雅雯、韓曄、徐醒 - 總製片人：胡可 | - 製片人：王文姐、羅學欣、丁羨儀 - 監製：關樹明 - 原創：朱鏡祺 - 總導演：黃國輝 - 總編劇：朱鏡祺、劉小群 - 製片：葉巧兒 - 造型指導：關鐘怡 | - 美術指導：劉祖耀 - 攝影指導：胡衡泰 - 航拍：香港野熊航拍公司 - 電腦視覺特效：電視廣播出品有限公司 - 後期製作組：品牌傳播科（CID） - 工作室：TVB New Wings Limited - 聯合出品：電視廣播有限公司、優酷訊息技術（北京）有限公司 |

## 收視
當受到同時段ViuTV《大叔的愛》的競爭，加上由第四週起，東京奧運開幕，導致時間調動至晚上10時15分至11時15分播出，當時此劇一度以平均收視13.77點創下了無綫電視54年來最低收視，媒體更形容為「TVB史上最低收視10大劇集」。但紀錄事隔不足一年就被《雙生陌生人》的13.5點打破。此外，此剧的低收視令電視廣播有限公司董事局主席及非執行董事許濤決定引入團隊審批未開拍劇集如《隐形战队》、《童时爱上你》的劇本。
| 週次 | 集數   | 日期                         | 直播收視 | 備註 |
| 1    | 01－05 | 2021年6月28日－2021年7月2日  | 17.5點   |      |
| 2    | 06－10 | 2021年7月5日－2021年7月9日   | 15.5點   |      |
| 3    | 11－15 | 2021年7月12日－2021年7月16日 | 14.2點   |      |
| 4    | 16－19 | 2021年7月19日－2021年7月22日 | 11.4點   |      |
| 5    | 20－24 | 2021年7月26日－2021年7月30日 | 10.2點   |      |
|      | 25     | 2021年8月2日                 | 11.7點   |      |
| 全劇 | 全劇   | 全劇                         | 13.77點  |      |

## 歌曲
| 主唱           | 歌曲                                        | 作曲   | 填詞   | 編曲       | 監製           |
| 王浩信         | 天窗 （页面存档备份，存于）（主題曲）       | 張家誠 | 張美賢 | 張家誠     | 何哲圖、韋景雲 |
| 菊梓喬         | 不相信別人 （页面存档备份，存于）（片尾曲） | 劉易昇 | 張美賢 | Johnny Yim | 何哲圖、韋景雲 |
| 連詩雅         | 太在意 （页面存档备份，存于）（插曲）       | 徐洛鏘 | 張美賢 | Johnny Yim | 何哲圖、韋景雲 |
| 菊梓喬、王浩信 | 蝴蝶效應 （页面存档备份，存于）（插曲）     | 張家誠 | 張美賢 | 張家誠     | 何哲圖、韋景雲 |

## 獎項及提名

### 萬千星輝頒獎典禮2021
| 獎項                    | 單位                            | 結果     |
| ----------------------- | ------------------------------- | -------- |
| 最佳劇集                | 《刑偵日記》                    | 最後十強 |
| 最佳男主角              | 王浩信                          | 最後十強 |
| 最佳男主角              | 姜皓文                          | 提名     |
| 最佳男主角              | 袁偉豪                          | 提名     |
| 最佳女主角              | 惠英紅                          | 最後十強 |
| 最佳女主角              | 黃智雯                          | 提名     |
| 最佳女主角              | 王敏奕                          | 提名     |
| 最受歡迎電視男角色      | 葉勁峰 （王浩信 飾）            | 提名     |
| 最受歡迎電視男角色      | 聶山 （姜皓文 飾）              | 最後十強 |
| 最受歡迎電視男角色      | 韋睿傑 （袁偉豪 飾）            | 提名     |
| 最受歡迎電視女角色      | 楊碧芯 （惠英紅 飾）            | 提名     |
| 最受歡迎電視女角色      | 游雁星 （黃智雯 飾）            | 提名     |
| 最受歡迎電視女角色      | 方菀芊 （王敏奕 飾）            | 提名     |
| 最佳男配角              | 黎諾懿                          | 提名     |
| 最佳男配角              | 馬貫東                          | 最後十強 |
| 最佳男配角              | 韋家雄                          | 提名     |
| 最佳女配角              | 陳煒                            | 最後十強 |
| 飛躍進步男藝員          | 馬貫東                          | 最後六強 |
| 飛躍進步男藝員          | 謝東閔                          | 提名     |
| 飛躍進步男藝員          | 丘梓謙                          | 提名     |
| 飛躍進步女藝員          | 伍樂怡                          | 提名     |
| 飛躍進步女藝員          | 戴祖儀                          | 最後十強 |
| 飛躍進步女藝員          | 王 菲                           | 提名     |
| 飛躍進步女藝員          | 王敏奕                          | 最後五強 |
| 飛躍進步女藝員          | 游嘉欣                          | 最後五強 |
| 最受歡迎電視歌曲        | 天窗（王浩信主唱）              | 提名     |
| 最受歡迎電視歌曲        | 不相信別人（菊梓喬主唱）        | 提名     |
| 最受歡迎電視歌曲        | 太在意（連詩雅主唱）            | 提名     |
| 最受歡迎電視歌曲        | 蝴蝶效應（菊梓喬、王浩信 主唱） | 提名     |
| 最受歡迎電視拍檔        | 惠英紅 、姜皓文                 | 提名     |
| 最受歡迎電視拍檔        | 王浩信 、袁偉豪                 | 提名     |
| 馬來西亞最喜愛TVB劇集   | 《刑偵日記》                    | 最後五強 |
| 馬來西亞最喜愛TVB男主角 | 王浩信                          | 最後五強 |
| 馬來西亞最喜愛TVB男主角 | 姜皓文                          | 提名     |
| 馬來西亞最喜愛TVB男主角 | 袁偉豪                          | 提名     |
| 馬來西亞最喜愛TVB女主角 | 惠英紅                          | 提名     |
| 馬來西亞最喜愛TVB女主角 | 黃智雯                          | 提名     |
| 馬來西亞最喜愛TVB女主角 | 王敏奕                          | 提名     |

### 觀眾在民間電視大獎2021
| 獎項               | 單位                            | 結果 |
| ------------------ | ------------------------------- | ---- |
| 民選最佳劇集       | 《刑偵日記》                    | 提名 |
| 民選最佳劇本       | 《刑偵日記》                    | 提名 |
| 民選最佳攝影       | 《刑偵日記》                    | 提名 |
| 民選最佳男主角     | 王浩信 飾 葉勁峰                | 提名 |
| 民選最佳男主角     | 袁偉豪 飾 韋睿傑                | 提名 |
| 民選最佳女主角     | 黃智雯 飾 游雁星                | 提名 |
| 民選最佳男配角     | 馬貫東 飾 姜耀坤                | 提名 |
| 民選最佳女配角     | 戴祖儀 飾 葉朗晴                | 提名 |
| 民選飛躍進步男藝員 | 馬貫東                          | 提名 |
| 民選飛躍進步女藝員 | 伍樂怡                          | 提名 |
| 民選飛躍進步女藝員 | 游嘉欣                          | 提名 |
| 民選飛躍進步女藝員 | 王敏奕                          | 提名 |
| 民選飛躍進步女藝員 | 戴祖儀                          | 提名 |
| 民選最佳電視歌曲   | 蝴蝶效應（菊梓喬、王浩信 主唱） | 提名 |

### 紐約電視電影節[19]
| 年份   | 獎項             | 結果   |
| ------ | ---------------- | ------ |
| 2022年 | 最佳節目執導組別 | 優異獎 |
| 2022年 | 娛樂節目片頭組別 | 優異獎 |

## 外部連結
- 無綫電視官方網頁- 刑偵日記解離戰鬥 （页面存档备份，存于）
- 《刑偵日記》實力派演員大鬥戲.TVB Weekly.2020-06-04 （页面存档备份，存于）
- 《刑偵日記》聚集好戲之人 年度心寒之作 - TVB Weekly （页面存档备份，存于）
- 豆瓣电影上《刑偵日記》的資料 （简体中文）

## 電視節目的變遷
| 香港 無綫電視翡翠台／ 澳門 TVB Anywhere翡翠台 星期一至五 21:30－22:30 · 7月19日－8月2日 22:15－23:15 · 7月23日暫停播映 | 香港 無綫電視翡翠台／ 澳門 TVB Anywhere翡翠台 星期一至五 21:30－22:30 · 7月19日－8月2日 22:15－23:15 · 7月23日暫停播映 | 香港 無綫電視翡翠台／ 澳門 TVB Anywhere翡翠台 星期一至五 21:30－22:30 · 7月19日－8月2日 22:15－23:15 · 7月23日暫停播映 |
| --- | --- | --- |
| | 刑偵日記 （2021年6月28日－2021年8月2日）                                                                               | |
| 欺詐劇團 （2021年6月21日－2021年6月27日）                                                                              | 智能愛人 （2021年8月3日－2021年9月11日）                                                                               | |

| 翡翠台香港時區 星期一至五 21:30－22:30 7月19日－7月30日 22:15－23:15 | 翡翠台香港時區 星期一至五 21:30－22:30 7月19日－7月30日 22:15－23:15 | 翡翠台香港時區 星期一至五 21:30－22:30 7月19日－7月30日 22:15－23:15 |
| -------------------------------------------------------------------- | -------------------------------------------------------------------- | -------------------------------------------------------------------- |
|                                                                      | 刑偵日記 （2021年6月28日－2021年7月30日）                            |                                                                      |
| 欺詐劇團 （2021年6月21日－2021年6月27日）                            | 智能愛人 （2021年8月2日－2021年9月10日）                             |                                                                      |

| 马来西亚 Astro AOD 星期一至五 21:30－22:30 · 7月19日－8月2日 22:15－23:15 · 7月23日暫停播映 | 马来西亚 Astro AOD 星期一至五 21:30－22:30 · 7月19日－8月2日 22:15－23:15 · 7月23日暫停播映 | 马来西亚 Astro AOD 星期一至五 21:30－22:30 · 7月19日－8月2日 22:15－23:15 · 7月23日暫停播映 |
| ------------------------------------------------------------------------------------------- | ------------------------------------------------------------------------------------------- | ------------------------------------------------------------------------------------------- |
|                                                                                             | 刑偵日記 （2021年6月28日－2021年8月2日）                                                    |                                                                                             |
| 欺詐劇團 （2021年6月21日－2021年6月27日）                                                   | 智能愛人 （2021年8月3日－2021年9月11日）                                                    |                                                                                             |

| 马来西亚、 菲律賓 翡翠台 星期一至五 21:30－22:30 · 7月19日－7月30日 22:15－23:15 | 马来西亚、 菲律賓 翡翠台 星期一至五 21:30－22:30 · 7月19日－7月30日 22:15－23:15 | 马来西亚、 菲律賓 翡翠台 星期一至五 21:30－22:30 · 7月19日－7月30日 22:15－23:15 |
| -------------------------------------------------------------------------------- | -------------------------------------------------------------------------------- | -------------------------------------------------------------------------------- |
|                                                                                  | 刑偵日記 （2021年6月28日－2021年7月30日）                                        |                                                                                  |
| 欺詐劇團 （2021年6月21日－2021年6月27日）                                        | 智能愛人 （2021年8月2日－2021年9月10日）                                         |                                                                                  |

| 新加坡翡翠台 星期一至五 21:30－22:30 · 7月19日－7月30日 22:15－23:15 | 新加坡翡翠台 星期一至五 21:30－22:30 · 7月19日－7月30日 22:15－23:15 | 新加坡翡翠台 星期一至五 21:30－22:30 · 7月19日－7月30日 22:15－23:15 |
| -------------------------------------------------------------------- | -------------------------------------------------------------------- | -------------------------------------------------------------------- |
|                                                                      | 刑偵日記 （2021年6月28日－2021年7月30日）                            |                                                                      |
| 欺詐劇團 （2021年6月21日－2021年6月27日）                            | 智能愛人 （2021年8月2日－2021年9月10日）                             |                                                                      |

| 美国 TVB1 星期一至五 劇場 東岸時間 21:00－22:00 · 7月19日－7月21日 21:10－22:10 | 美国 TVB1 星期一至五 劇場 東岸時間 21:00－22:00 · 7月19日－7月21日 21:10－22:10 | 美国 TVB1 星期一至五 劇場 東岸時間 21:00－22:00 · 7月19日－7月21日 21:10－22:10 |
| ------------------------------------------------------------------------------- | ------------------------------------------------------------------------------- | ------------------------------------------------------------------------------- |
|                                                                                 | 刑偵日記 （2021年6月28日－2021年7月30日）                                       |                                                                                 |
| 欺詐劇團 （星期一至六 & 星期日） （2021年6月21日－2021年6月27日）               | 智能愛人 （2021年8月3日－2021年9月11日）                                        |                                                                                 |
| 美国 TVBSF 星期一至五 黃金劇場 西岸時間 22:00－23:00                            |                                                                                 |                                                                                 |
| 欺詐劇團 （星期一至六 & 星期日） （2021年6月21日－2021年6月27日）               | 刑偵日記 （2021年6月28日－2021年7月30日）                                       | 智能愛人 （2021年8月3日－2021年9月11日）                                        |

| 加拿大 新時代電視2高清台 西岸時間／溫哥華 星期一至五 17:30－18:30 · 7月19日－7月30日 18:15－19:15 | 加拿大 新時代電視2高清台 西岸時間／溫哥華 星期一至五 17:30－18:30 · 7月19日－7月30日 18:15－19:15 | 加拿大 新時代電視2高清台 西岸時間／溫哥華 星期一至五 17:30－18:30 · 7月19日－7月30日 18:15－19:15 |
| ------------------------------------------------------------------------------------------------- | ------------------------------------------------------------------------------------------------- | ------------------------------------------------------------------------------------------------- |
|                                                                                                   | 刑偵日記 （2021年6月28日－2021年7月30日）                                                         |                                                                                                   |
| 欺詐劇團 （2021年6月21日－2021年6月27日）                                                         | 智能愛人 （2021年8月2日－2021年9月10日）                                                          |                                                                                                   |
| 東岸時間／多倫多 星期一至五 20:30－21:30 7月19日－7月30日 21:15－22:15                            |                                                                                                   |                                                                                                   |
| 欺詐劇團 （2021年6月21日－2021年6月27日）                                                         | 刑偵日記 （2021年6月28日－2021年7月30日）                                                         | 智能愛人 （2021年8月2日－2021年9月10日）                                                          |

| 翡翠台 星期二至六 21:30－22:20 · 7月20日－7月31日 22:00－23:00 | 翡翠台 星期二至六 21:30－22:20 · 7月20日－7月31日 22:00－23:00 | 翡翠台 星期二至六 21:30－22:20 · 7月20日－7月31日 22:00－23:00 |
| -------------------------------------------------------------- | -------------------------------------------------------------- | -------------------------------------------------------------- |
|                                                                | 刑偵日記 （2021年6月29日－2021年7月31日）                      |                                                                |
| 欺詐劇團 （2021年6月22日－2021年6月28日）                      | 智能愛人 （2021年8月3日－2021年9月11日）                       |                                                                |

| 新加坡 HUB娛家戲劇台 劇集首映 星期一至五 20:00－21:00 | 新加坡 HUB娛家戲劇台 劇集首映 星期一至五 20:00－21:00 | 新加坡 HUB娛家戲劇台 劇集首映 星期一至五 20:00－21:00 |
| ----------------------------------------------------- | ----------------------------------------------------- | ----------------------------------------------------- |
|                                                       | 刑偵日記 （2021年11月19日－2021年12月23日）           |                                                       |
| 一笑渡凡間 （2021年10月22日－2021年11月18日）         | 智能愛人 （2021年12月24日－2022年2月3日）             |                                                       |

| 马来西亚 NTV7 我最爱TVB 星期一至五 23:00－0:00 | 马来西亚 NTV7 我最爱TVB 星期一至五 23:00－0:00 | 马来西亚 NTV7 我最爱TVB 星期一至五 23:00－0:00 |
| ---------------------------------------------- | ---------------------------------------------- | ---------------------------------------------- |
|                                                | 刑偵日記 （2023年8月1日－2023年9月4日）        |                                                |
| 節目開播                                       | 異搜店 （2023年9月5日－2023年10月2日）         |                                                |